# Värska Talumuuseum

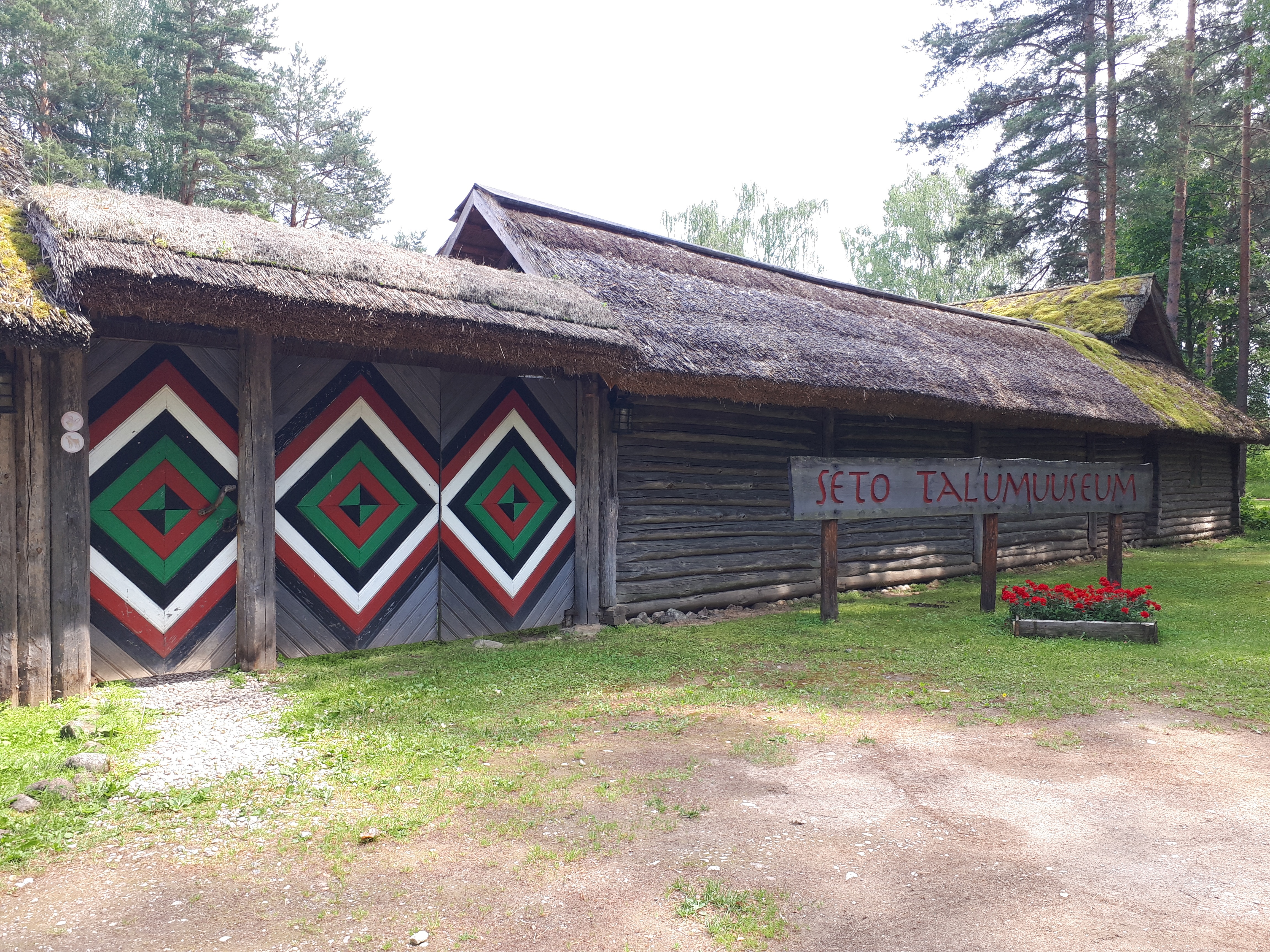
Zabudowania z bramą wejściową - skansen w Värska

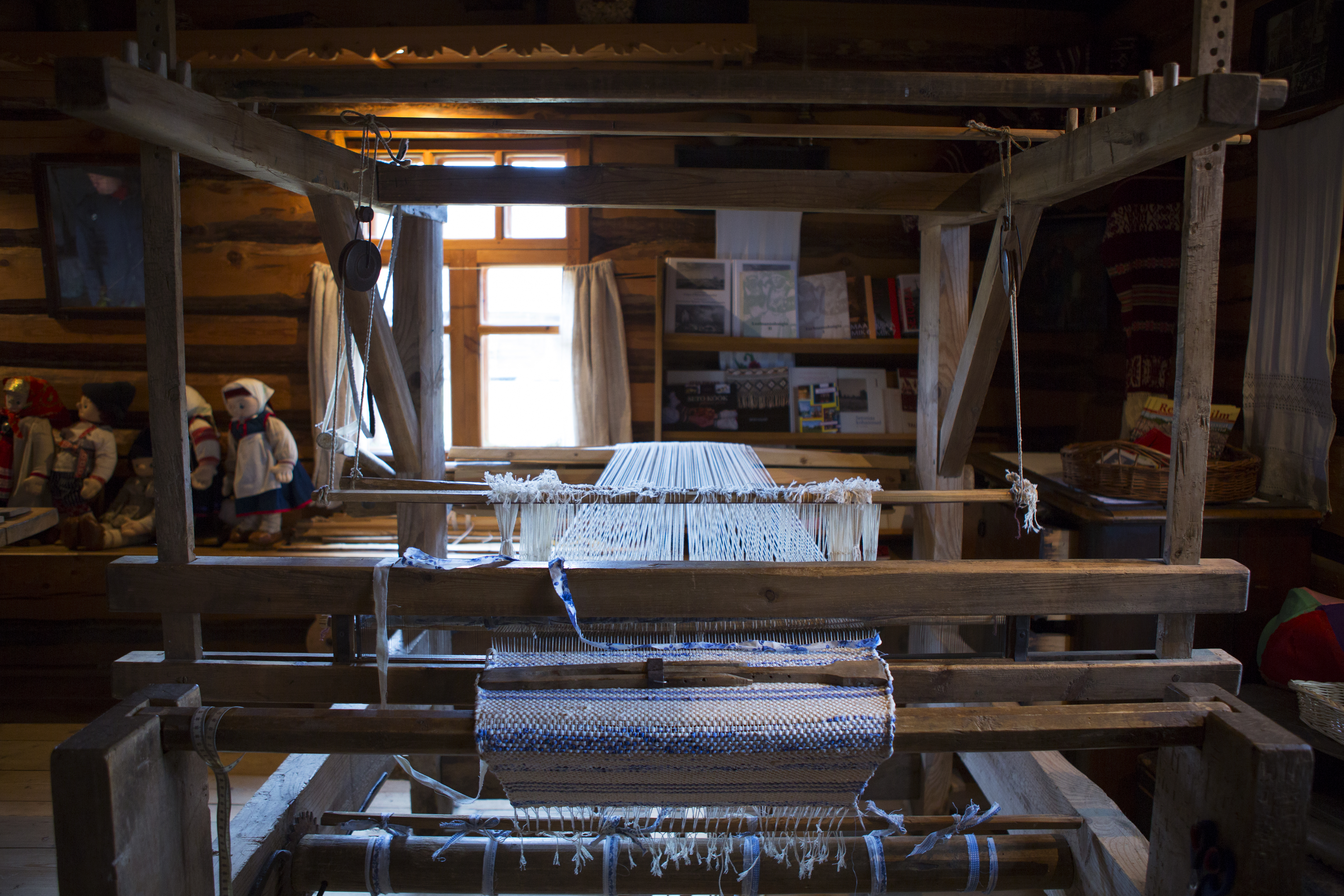
Fragment ekspozycji w jednym z budynków na terenie skansenu w Värska

Värska talumuuseum (pol. Muzeum Gospodarstwa w Värska), dawniej Seto talumuuseum: pol. Muzeum Gospodarstwa Setu)  – muzeum na wolnym powietrzu z przestrzeniami wystawienniczymi, przedstawiające kulturę chłopską Setu w Värska. 

## Opis
Muzeum zostało założone 1 listopada 1994 r., a od lipca 1998 roku jest otwarte dla zwiedzających cały rok. Od 2019 roku muzeum jest częścią Muzeów Setomaa.
W muzeum eksponowana jest m.in. architektura gospodarcza z końca XIX i XX w., dawne narzędzia, rękodzieło.
Muzeum organizuje wydarzenia prezentujące kulturę Setu, m.in. wieczory folklorystyczne, gotowanie setuskich potraw i in.
Przy muzeum działa restauracja z tradycyjnym menu, jest tam także największy w Setomaa sklep z rękodziełem.